# Una bionda per i Wildcats
Una bionda per i Wildcats (Wildcats) è un film del 1986 diretto da Michael Ritchie con Goldie Hawn. La pellicola segna i debutti di Wesley Snipes e Woody Harrelson.

## Trama
Molly McGrath vuole seguire le orme del padre diventando allenatrice di football americano. Quando le si presenta una possibilità, lascia il suo precedente lavoro per allenare i Wildcats ossia la squadra della Central High School. Per realizzare il suo sogno deve conquistare la fiducia dei giocatori quindi affrontare il pregiudizio e la discriminazione maschilista nel settore.